# 克罗帕赫
克罗帕赫是德国莱茵兰-普法尔茨州的一个市镇。总面积4.01平方公里，总人口644人，其中男性315人，女性329人（2011年12月31日），人口密度161人/平方公里。